# أفيبقطس كندسي الأوراق
الأفيبقطس كندسي الأوراق (باللاتينية: Epipactis veratrifolia) نوع نباتي ينتمي إلى جنس الأفيبقطس من الفصيلة السحلبية.

## الموئل والانتشار
موطن هذا النوع بلاد الشام وقبرص وتركيا وجنوب القوقاز.

## مرادفات للاسم العلمي
- (باللاتينية: Arthrochilium veratrifolium (Boiss. & Hohen.) Szlach.)
- (باللاتينية: Amesia somaliensis (Rolfe) A.Nelson & J.F.Macbr.)
- (باللاتينية: Arthrochilium handelii (Schltr.) Szlach.)
- (باللاتينية: Arthrochilium veratrifolium (Boiss. & Hohen.) Szlach.)
- (باللاتينية: Arthrochilium wallichii (Schltr.) Szlach.)
- (باللاتينية: Epipactis abyssinica Pax)
- (باللاتينية: Epipactis amoena Buch.-Ham. ex Wall. [Invalid])
- (باللاتينية: Epipactis consimilis Wall. ex Hook.f. [Illegitimate])
- (باللاتينية: Epipactis handelii Schltr.)
- (باللاتينية: Epipactis somaliensis Rolfe)
- (باللاتينية: Epipactis wallichii Schltr.)
- (باللاتينية: Helleborine consimilis Druce)
- (باللاتينية: Helleborine somaliensis (Rolfe) Druce)
- (باللاتينية: Helleborine veratrifolia (Boiss. & Hohen.) Bornm.)
- (باللاتينية: Limodorum veratrifolium (Boiss. & Hohen.) Kuntze [Illegitimate])
- (باللاتينية: Serapias somaliensis (Rolfe) A.A.Eaton)